# Le Bodéo
Le Bodéo (bretonska: Bodeoù) är en kommun i departementet Côtes-d'Armor i regionen Bretagne i nordvästra Frankrike. Kommunen ligger i kantonen Plœuc-sur-Lié som tillhör arrondissementet Saint-Brieuc. År 2022 hade Le Bodéo 178 invånare.

## Befolkningsutveckling
Antalet invånare i kommunen Le Bodéo
Referens:INSEE